# Aquaria Vattenmuseum

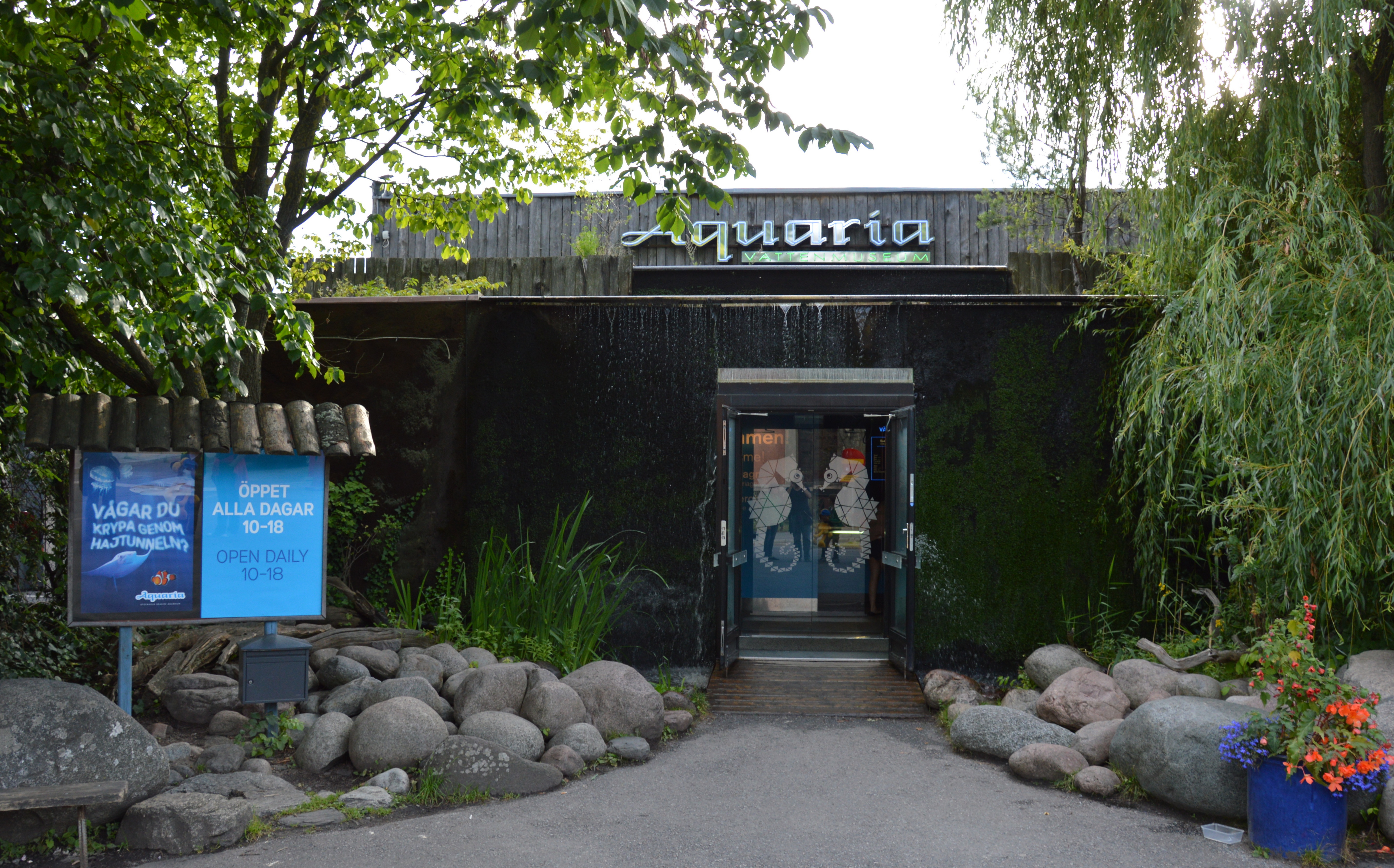
Eingang zum Aquarium

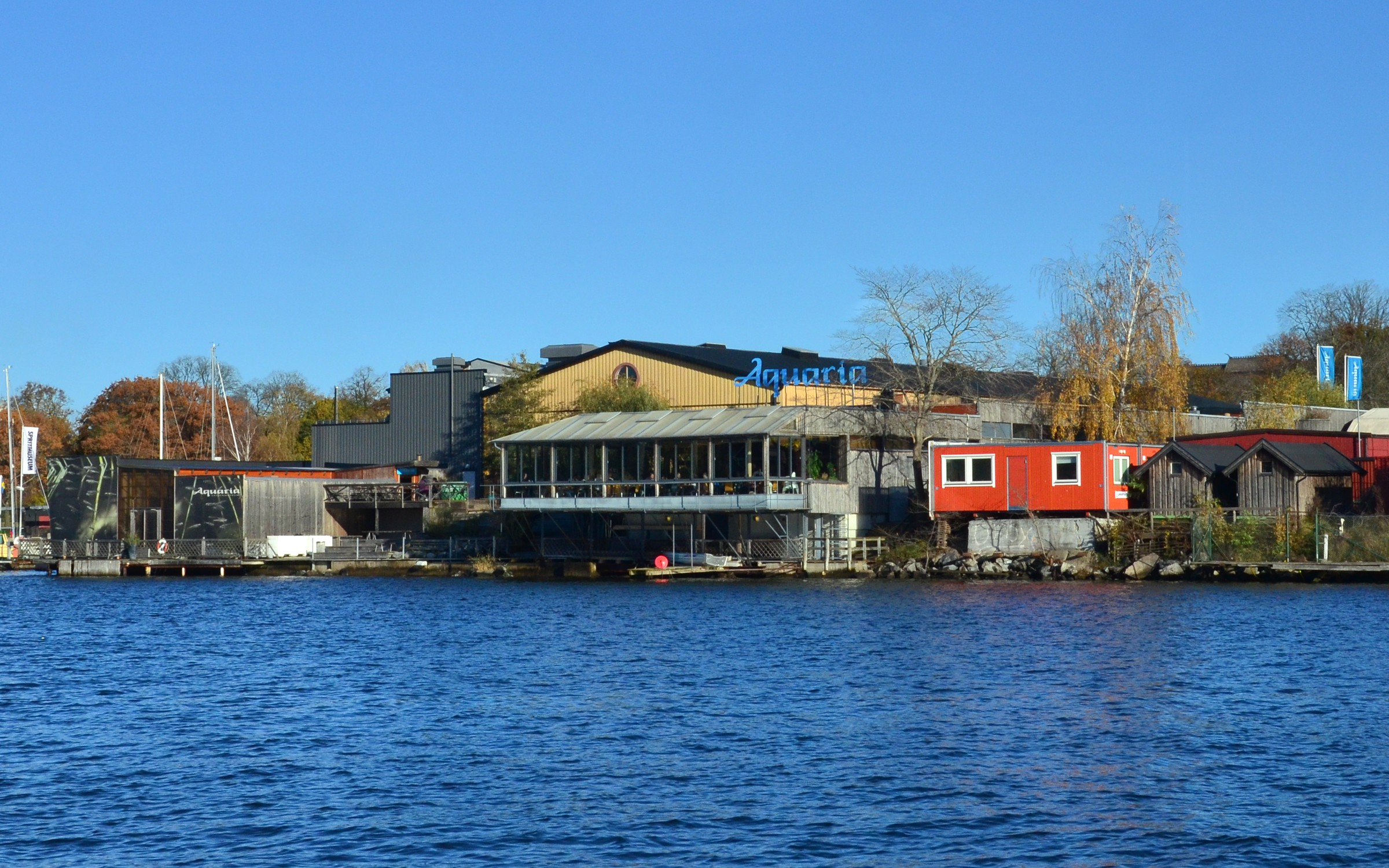
Blick auf die Seeseite

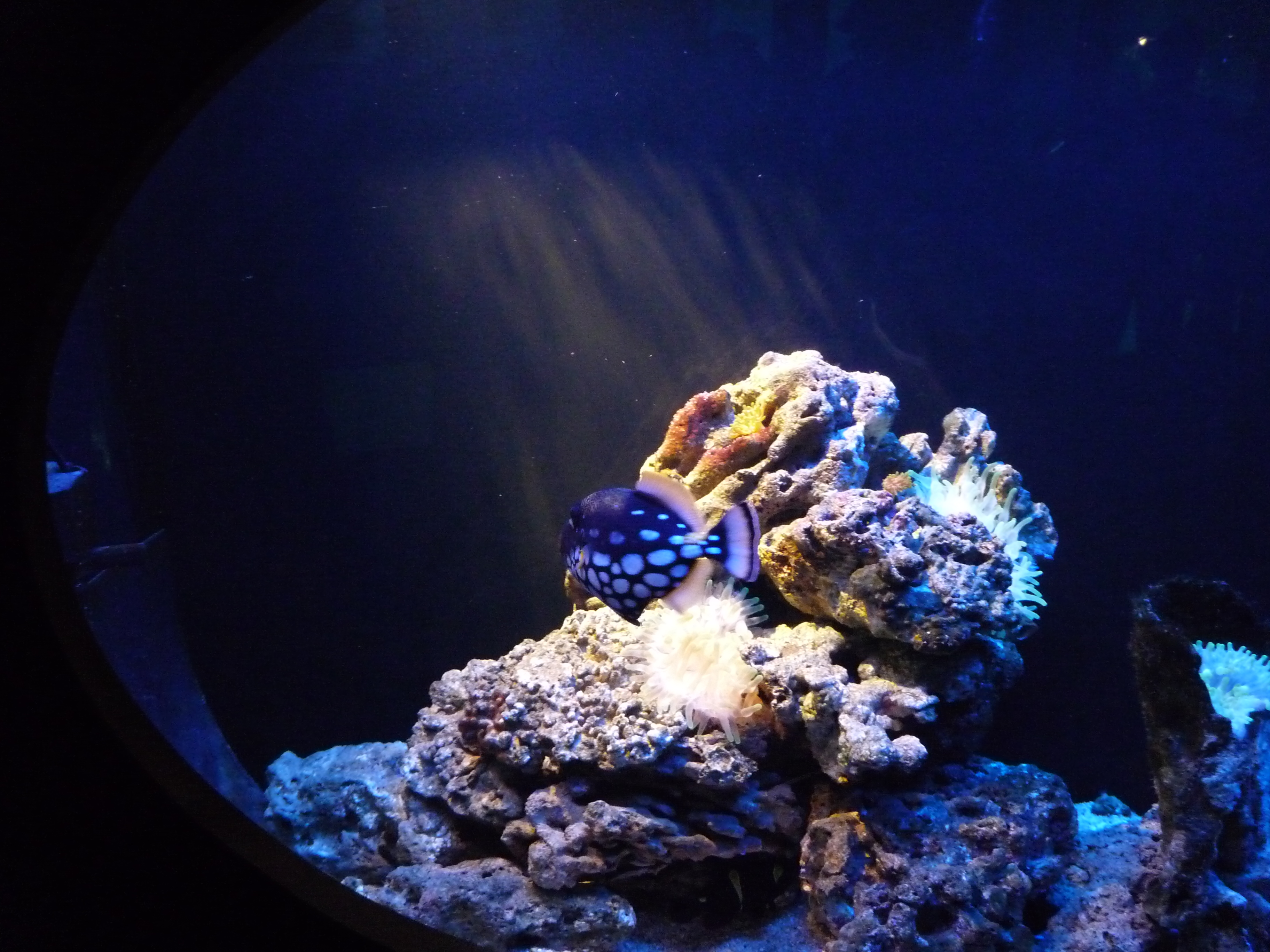
Aquarium

Das Aquaria Vattenmuseum war ein Schauaquarium und naturkundliches Museum in Stockholm. Es hat seit September 2018 dauerhaft geschlossen, worauf das Gebäude im Frühjahr 2019 abgerissen wurde.

## Lage
Es lag an der Westseite der zur schwedischen Hauptstadt Stockholm gehörenden Insel Djurgården im Stadtbezirk Östermalm an der Adresse Falkenbergsgatan 2. Auf der Westseite grenzte das Aquarium an die Bucht Ladugårdslandsviken.

## Einrichtung und Geschichte
Das eher kleine Aquarium wurde im Jahr 1991 an einer Stelle errichtet, an der sich bis 1988 zunächst die sogenannte Vasa-Werft, der erste Standort der in der Nähe gehobenen Vasa, befand.
In den verschiedenen Aquarien der Einrichtung wurden die aquatischen Lebenswelten der Ostsee, des tropischen Regenwalds, der Mangrovenwälder, des Korallenriffs, des tropischen Ozeans und eines Bergsees mit Forellen gezeigt. Zum Teil wurden Tag und Nacht sowie verschiedene Wettererscheinungen wie Regen oder Gewitter simuliert.
Es wurden kleine Haie, Welse und Stachelrochen gehalten. Im Bereich eines Korallenriffs befanden sich Anemonen, Clownfische und Mandarinfische. Darüber hinaus gab es Seegurken, Garnelen, Riesenmuscheln und  Seepferdchen.
Außerdem wurden im Aquarium Kröten sowie Insekten, insbesondere Schmetterlinge, gezeigt. Die Informationen im Aquarium waren nur in Schwedisch und Englisch, nicht jedoch in Deutsch verfügbar.
An der Westseite des Aquariums befand sich ein Café sowie ein Laden.